# Fronte del 9 settembre
Il Fronte del 9 settembre (in turco: 9 Eylül Cephesi) era un'organizzazione paramilitare pro-taksim turco-cipriota segreta formata per contrastare l'Organizzazione combattente greco-cipriota EOKA e l'enosis.

## Storia
L'organizzazione venne costituita per contrastare le attività dell'EOKA nel 1955 da volontari per lo più non addestrati.  L'organizzazione non riuscì a crescere su scala nazionale ed essere efficace in tutta Cipro. Nel 1958, i leader dell'organizzazione decisero che non erano sufficienti per raggiungere i loro obiettivi separatamente dalle altre organizzazioni turco-cipriote e l'abolirono per fondersi con il Movimento di Resistenza Turco.